# Altes Rathaus (Ditzingen)
Das Alte Rathaus ist ein historisches Gebäude am Laien in Ditzingen. Es ist Kulturdenkmal nach § 2 DSchG BW.

## Geschichte
Das zweigeschossige Fachwerkgebäude in Eck- und Hanglage wurde 1738 an der Stelle eines Vorgängerbaus errichtet. Neben dem Ratssaal und Diensträumen des Bürgermeisters und der Gemeindeverwaltung beherbergte es bis in die zweite Hälfte des 19. Jahrhunderts auch die Gemeindemostkelter (1877 entfernt). 1884 wurde das Erdgeschoss zum Feuerwehrmagazin umgebaut.
An der Giebelfassade erinnerte früher ein Bronzerelief Kaiser Wilhelms I. an dessen Besuch in der Gemeinde anlässlich des Kaisermanövers bei Münchingen im September 1885. 1923/25 wurde das Rathaus gründlich renoviert und im Zuge der Freilegung des bisher verputzten Fachwerks auch das Kaiserdenkmal abgenommen. Es wurde eingelagert und 1943 als Metallspende eingeschmolzen.
Als nach dem Zweiten Weltkrieg der Platz für die wachsenden Verwaltungsgeschäfte nicht mehr ausreichte, wurde 1960 das benachbarte alte Schulhaus zu Büroräumen umgebaut und durch einen Verbindungsgang mit dem Rathaus verbunden. Nach der Einweihung des neuen Rathauses wurde im alten Rathaus das Stadtmuseum eingerichtet.